# Thoralf Hagen
Thoralf Hagen, norveški veslač, * 22. september 1887, † 7. januar 1979.
Hagen je bil na Poletnih olimpijskih igrah 1920 krmar v četvercu s krmarjem in osmercu. Oba čolna sta tam osvojila bronasto medaljo. 